# بيرت هويل
بيرت هويل (بالإنجليزية: Bert Hoyle)‏ (22 أبريل 1920 في المملكة المتحدة - 6 يوليو 2003 في المملكة المتحدة) هو لاعب كرة قدم بريطاني (وحمل سابقاً جنسية المملكة المتحدة لبريطانيا العظمى وأيرلندا) في مركز حراسة المرمى. لعب مع نادي بريستول روفيرز ووولفرهامبتون واندررز ونادي إكزتر سيتي وExmouth Town F.C. ‏ ونادي برادفورد بارك أفنيو.